# Isotheciadelphus
Isotheciadelphus là một chi rêu trong họ Lembophyllaceae.